# Olympique Lyonnais 1994-1995
Questa voce raccoglie le informazioni riguardanti l'Olympique Lyonnais nelle competizioni ufficiali della stagione 1994-1995.

## Maglie e sponsor
Lo sponsor tecnico per la stagione 1994-1995 è Nike, mentre lo sponsor ufficiale è Justin Bridou. Il motivo della è costituito da dei semplici bordi blu con il bianco come tonalità dominante.
| Manica sinistra · Manica sinistra · Maglietta · Maglietta · Manica destra · Manica destra · Pantaloncini · Calzettoni |

## Orgranigramma societario
Area direttiva
- Presidente: Jean-Michel Aulas

Area tecnica
- Allenatore: Jean Tigana
- Allenatore in seconda: François Bracci, Guy Stéphan

## Rosa
| N. |                    | Ruolo | Calciatore         |
| -- | ------------------ | ----- | ------------------ |
|    | Francia (bandiera) | P     | Christophe Breton  |
|    | Francia (bandiera) | P     | Pascal Olmeta      |
|    | Francia (bandiera) | D     | Manuel Amoros      |
|    | Francia (bandiera) | D     | Ghislain Anselmini |
|    | Ciad (bandiera)    | D     | Romain Billong     |
|    | Brasile (bandiera) | D     | Marcelo Djian      |
|    | Francia (bandiera) | D     | Florent Laville    |
|    | Francia (bandiera) | D     | Maxence Flachez    |
|    | Francia (bandiera) | D     | Florent Laville    |
|    | Francia (bandiera) | D     | Jean-Marc Moulin   |
|    | Francia (bandiera) | D     | Bruno N'Gotty      |
|    | Francia (bandiera) | D     | Jean-Luc Sassus    |

| N. |                    | Ruolo | Calciatore            |
| -- | ------------------ | ----- | --------------------- |
|    | Francia (bandiera) | C     | Sylvain Deplace       |
|    | Francia (bandiera) | C     | Franck Gava           |
|    | Francia (bandiera) | C     | Bruno Génésio         |
|    | Francia (bandiera) | C     | Claude-Arnaud Rivenet |
|    | Francia (bandiera) | C     | Stéphane Roche        |
|    | Francia (bandiera) | C     | Éric Roy              |
|    | Francia (bandiera) | A     | Samassi Abou          |
|    | Francia (bandiera) | A     | Cédric Bardon         |
|    | Liberia (bandiera) | A     | James Debbah          |
|    | Francia (bandiera) | A     | Laurent Delamontagne  |
|    | Francia (bandiera) | A     | Ludovic Giuly         |
|    | Francia (bandiera) | A     | Florian Maurice       |

## Statistiche

### Andamento in campionato
| Giornata  | 1 | 2 | 3 | 4 | 5 | 6 | 7 | 8 | 9 | 10 | 11 | 12 | 13 | 14 | 15 | 16 | 17 | 18 | 19 | 20 | 21 | 22 | 23 | 24 | 25 | 26 | 27 | 28 | 29 | 30 | 31 | 32 | 33 | 34 | 35 | 36 | 37 | 38 |
| --------- | - | - | - | - | - | - | - | - | - | -- | -- | -- | -- | -- | -- | -- | -- | -- | -- | -- | -- | -- | -- | -- | -- | -- | -- | -- | -- | -- | -- | -- | -- | -- | -- | -- | -- | -- |
| Luogo     | T | C | T | C | T | T | C | T | C | T  | C  | T  | C  | T  | C  | T  | C  | T  | C  | T  | C  | T  | C  | C  | T  | C  | T  | C  | T  | C  | T  | C  | T  | C  | T  | C  | T  | C  |
| Risultato | N | V | V | V | P | N | V | V | V | N  | N  | N  | V  | P  | N  | P  | V  | P  | V  | N  | N  | P  | V  | V  | V  | V  | P  | V  | V  | V  | N  | N  | N  | V  | V  | V  | P  | N  |
| Posizione | 9 | 2 | 1 | 1 | 5 | 6 | 3 | 2 | 2 | 2  | 2  | 2  | 2  | 2  | 3  | 5  | 4  | 4  | 3  | 4  | 3  | 6  | 3  | 3  | 3  | 3  | 3  | 3  | 3  | 2  | 3  | 2  | 2  | 2  | 2  | 2  | 2  | 2  |

Fonte:  France » Ligue 1 1994/1995 » Schedule, su worldfootball.net.
Legenda:

Luogo: C = Casa; T = Trasferta. Risultato: V = Vittoria; N = Pareggio; P = Sconfitta.